# VirusTotal
VirusTotal — бесплатная служба, осуществляющая анализ подозрительных файлов и ссылок (URL) на предмет выявления вирусов, червей, троянов и всевозможных вредоносных программ. VirusTotal награждён американским изданием PC World Magazine как один из 100 лучших продуктов 2007 года.
Сервис является полностью бесплатным.

## Описание
Результаты проверок файлов сервисом не зависят от какого-то одного производителя антивирусов.
Антивирусы на VirusTotal'е не гарантируют 100%-го отсутствия вредоносного кода в файле и не гарантируют 100%-го присутствия вредоносного кода в файле, так как точные критерии, по которым программные продукты (файлы) могут быть отнесены к категории вредоносных программ, до настоящего времени нигде чётко не оговорены.
У компаний — разработчиков антивирусного программного обеспечения существуют собственные классификации и номенклатуры вредоносных программ, поэтому при проверке файла антивирусы на VirusTotal'е могут выдавать разные результаты, например, одни антивирусы посчитают файл опасным, а другие — безопасным.
Все используемые сервисом антивирусные базы постоянно обновляются. В результатах проверки указываются даты последних обновлений всех баз.
После загрузки файла система вычисляет его хеш и при наличии результатов проверки файла с таким же хешем предлагает либо просмотреть последний анализ (указав дату первой и последней проверки), либо повторить анализ.
Сервис постоянно развивается, постоянно подключаются новые сканеры (антивирусы и антитрояны). VirusTotal отсылает подозрительные файлы производителям антивирусов на анализ.
7 сентября 2012 года в блоге сайта было объявлено о приобретении сервиса компанией Google.
В январе 2018 года сервис стал частью Chronicle, новой компании Alphabet, специализирующейся на кибербезопасности.

## Антивирусные движки, используемые сервисом
- AegisLab (AegisLab)
- Agnitum (Agnitum)
- AhnLab (V3)
- Alibaba Group (Alibaba)
- Antiy Labs (Antiy-AVL)
- ALWIL (Avast! Antivirus)
- Arcabit (Arcabit)
- AVG Technologies (AVG)
- Avira (AntiVir)
- BluePex (AVware)
- Baidu (Baidu-International)
- BitDefender GmbH (BitDefender)
- Bkav Corporation (Bkav)
- ByteHero Information Security Technology Team (ByteHero)
- Cat Computer Services (Quick Heal)
- CMC InfoSec (CMC Antivirus)
- Cyren (Cyren)
- ClamAV (ClamAV)
- Comodo (Comodo)
- Doctor Web, Ltd. (DrWeb)
- ESTsoft (ALYac)
- Emsi Software GmbH (Emsisoft)
- Eset Software (ESET NOD32)
- Fortinet (Fortinet)
- FRISK Software (F-Prot)
- F-Secure (F-Secure)
- G DATA Software (GData)
- Hacksoft (The Hacker)
- Hauri (ViRobot)
- Ikarus Software (Ikarus)
- INCA Internet (nProtect)
- Jiangmin
- K7 Computing (K7AntiVirus, K7GW)
- Kaspersky Lab (Kaspersky)
- Kingsoft (Kingsoft)
- Lavasoft (Ad-Aware)
- Malwarebytes Corporation (Malwarebytes Anti-malware)
- Intel Security (McAfee)
- Microsoft (Malware Protection)
- Microworld (eScan)
- NANO Security (NANO Антивирус)
- Panda Security (Panda Platinum)
- Qihoo 360 (Qihoo 360)
- Rising Antivirus (Rising)
- Sophos (SAV)
- SUPERAntiSpyware (SUPERAntiSpyware)
- Symantec Corporation (Symantec)
- Tencent (Tencent)
- ThreatTrack Security (VIPRE Antivirus)
- TotalDefense (TotalDefense)
- Trend Micro (TrendMicro, TrendMicro-HouseCall)
- VirusBlokAda (VBA32)
- Zillya! (Zillya)
- Zoner Software (Zoner Antivirus)

## Антивирусные движки, используемые для проверки URL-адресов
- ADMINUSLabs (ADMINUSLABS)
- AegisLab WebGuard (AegisLab)
- Alexa (Amazon)
- AlienVault (AlienVault)
- Antiy-AVL (Antiy Labs)
- AutoShun (RiskAnalytics)
- Avira Checkurl (Avira)
- Baidu-International (Baidu)
- BitDefender (BitDefender)
- Blueliv (Blueliv)
- CRDF (CRDF FRANCE)
- C-SIRT (Cyscon SIRT)
- CLEAN MX (CLEAN MX)
- Comodo Site Inspector (Comodo Group)
- CyberCrime (Xylitol)
- Dr.Web Link Scanner (Dr.Web)
- Emsisoft (Emsi Software GmbH)
- ESET (ESET)
- FortiGuard Web Filtering (Fortinet)
- FraudSense (FraudSense)
- G-Data (G Data)
- Google Safebrowsing (Google)
- K7AntiVirus (K7 Computing)
- Kaspersky URL advisor (Kaspersky)
- Malc0de Database (Malc0de)
- Malekal (Malekal’s MalwareDB)
- Malwarebytes hpHosts (Malwarebytes)
- Malwared (Malware Must Die)
- Malware Domain Blocklist (DNS-BH — Malware Domain Blocklist)
- Malware Domain List (Malware Domain List)
- MalwarePatrol (MalwarePatrol)
- Malwares.com (Saint Security)
- Netcraft (Netcraft)
- OpenPhish (FraudSense)
- Opera (Opera)
- Palevo Tracker (Abuse.ch)
- ParetoLogic URL Clearing House (ParetoLogic)
- Phishtank (OpenDNS)
- Quttera (Quttera)
- Rising (Rising)
- SCUMWARE (Scumware.org)
- SecureBrain (SecureBrain)
- Sophos (Sophos)
- Spam404 (Spam404)
- SpyEye Tracker (Abuse.ch)
- StopBadware (StopBadware)
- Sucuri SiteCheck (Sucuri)
- ThreatHive (The Malwarelab)
- Trend Micro Site Safety Center (Trend Micro)
- Trustwave (Trustwave)
- urlQuery (urlQuery.net)
- VX Vault (VX Vault)
- Web Security Guard (Crawler, LLC)
- Websense ThreatSeeker (Websense)
- Webutation (Webutation)
- Wepawet (iseclab.org)
- Yandex Safebrowsing (Yandex)
- ZCloudsec (Zcloudsec)
- ZDB Zeus (ZDB Zeus)
- Zeus Tracker (Abuse.ch)
- Zvelo (Zvelo)

## Ограничения
Сервис не заменяет антивирус на локальном компьютере, поскольку проверяются только отдельные файлы и отдельные URL-адреса по требованию. Сервис не обеспечивает постоянной защиты на компьютере пользователя и является дополнением к установленному антивирусу. Хотя сервис и использует несколько антивирусных движков, результат антивирусов не гарантирует безвредности файла или URL-ссылки. Максимальный размер загружаемого файла ограничен 650 мегабайтами.
VirusTotal не предназначен для сравнения антивирусов по следующим причинам:
- антивирусные движки, используемые на VirusTotal, являются консольными версиями, поэтому в зависимости от продукта они не будут вести себя точно так же, как их аналоги для настольных компьютеров. Например, версия антивируса для настольного компьютера может также использовать проактивную защиту и брандмауэр, которые повышают вероятность обнаружения угроз;
- в консольных версиях антивирусов на VirusTotal эвристический анализ может быть более агрессивным и параноидальным по сравнению с антивирусами для настольных компьютеров, поэтому на VirusTotal ложных срабатываний может быть больше.

Согласно санкционной политике США в отношении Крыма, сервис не доступен жителям Крыма, как и многие другие сервисы компании Google.

## Недостатки сервиса
- Статистика на сайте показывается «как есть», нет ни средств, ни возможностей для её анализа.
- API имеет ограничение по лимиту запросов и по размеру файла (файл размером не более 650 мегабайт), как в бесплатной версии, так и в корпоративной (платной) версии.